# Flavio Vitale
Flavio Vitale (* 28. Juli 2005) ist ein französischer Skirennläufer. 

## Karriere
Vitale gab sein internationales Renndebüt am 20. November 2021 bei einem Citizenrennen in Bonneval-sur-Arc. Sein erstes internationales Großereignis bestritt er bei den Juniorenweltmeisterschaften 2023 in St. Anton am Arlberg, wobei er als bestes Ergebnis den 7. Platz im Riesenslalom erreichte.
Am 9. Dezember 2023 gab er beim Riesenslalom von Val-d’Isère sein Weltcupdebüt, wobei er die Qualifikation für den zweiten Durchgang verpasste.
Bei den Juniorenweltmeisterschaften 2025 gewann Vitale die Goldmedaille im Riesenslalom vor dem Norweger Rasmus Bakkevig und dem Schweden Fabian Ax Swartz.
Nur eine Woche später, am 15. März 2025 konnte sich Vitale erstmals für den zweiten Durchgang eines Weltcupriesenslaloms qualifizieren. Mit der hohen Startnummer 47 lag er nach dem ersten Durchgang auf Rang 18. Im zweiten Lauf konnte er sich dank der zehntschnellsten Laufzeit um weitere fünf Plätze verbessern und belegte schlussendlich den 13. Platz.

## Erfolge

### Weltcup
- Eine Platzierung unter den besten 15

### Juniorenweltmeisterschaften
- St. Anton 2023: 7. Riesenslalom, 11. Super-G, 13. Slalom
- Haute-Savoie 2024: 5. Riesenslalom, 11. Team Kombination, DNF Slalom
- Tarvisio 2025: 1. Riesenslalom, DNF Slalom

### Europacup
- 5 Podestplätze

### South American Cup
- Eine Platzierung unter den besten 15

### Weitere Erfolge
- 6 Siege bei FIS-Rennen